# Gerhard Haida
Gerhard Haida (* 9. September 1937 in Dessau; † 20. Januar 2014) war ein deutscher Diplomat der DDR. Er war Botschafter der DDR in zahlreichen afrikanischen Staaten.

## Leben
Haida legte 1955 sein Abitur in Karl-Marx-Stadt ab und studierte dann bis 1960 Außenpolitik an der Deutschen Akademie für Staats- und Rechtswissenschaften in Potsdam-Babelsberg.
Ab 1960 gehörte er dem diplomatischen Dienst der DDR an und war für das Ministerium für Auswärtige Angelegenheiten der DDR (MfAA) tätig. Auslandseinsätze führten ihn an Vertretungen der DDR nach Moskau (1963), Algier (1964), Damaskus (1965 bis 1969 Vizekonsul und Kulturattaché) und Tunis (1973 bis 1976 Geschäftsführer und Erster Sekretär an der Botschaft). Zwischen den Einsätzen war er in den Abteilungen Arabische Staaten und Afrika des MfAA tätig.
Von 1976 bis 1978 absolvierte er ein postgraduales Studium an der Diplomaten-Akademie des sowjetischen Außenministeriums. Von 1978 bis 1980 war er Botschafter der DDR in Guinea, 1979/80 zusätzlich in Gambia und Sierra Leone, von 1985 bis 1988 Botschafter in Nigeria und ab 1986 auch in der Elfenbeinküste. Von 1988 bis 1990 war er schließlich Botschafter in der Demokratischen Volksrepublik Algerien.
Haida war Mitglied der SED.
Nach 1990 war Haida als Chauffeur von Leihwagen und zusätzlich als Stadtführer in Berlin und Potsdam in den Sprachen Französisch, Englisch, Russisch und Deutsch tätig. 2002 trat er in den Ruhestand. Er lebte zuletzt in Fredersdorf-Vogelsdorf bei Berlin.

## Schriften
- Ein Tag in Lagos. Nach Erinnerungen eines DDR-Diplomaten erzählt. BS-Verlag, Rostock 2007, ISBN 978-3-86785-005-6.